# Welsh Corgi Pembroke
Pour les articles homonymes, voir Welsh Corgi.

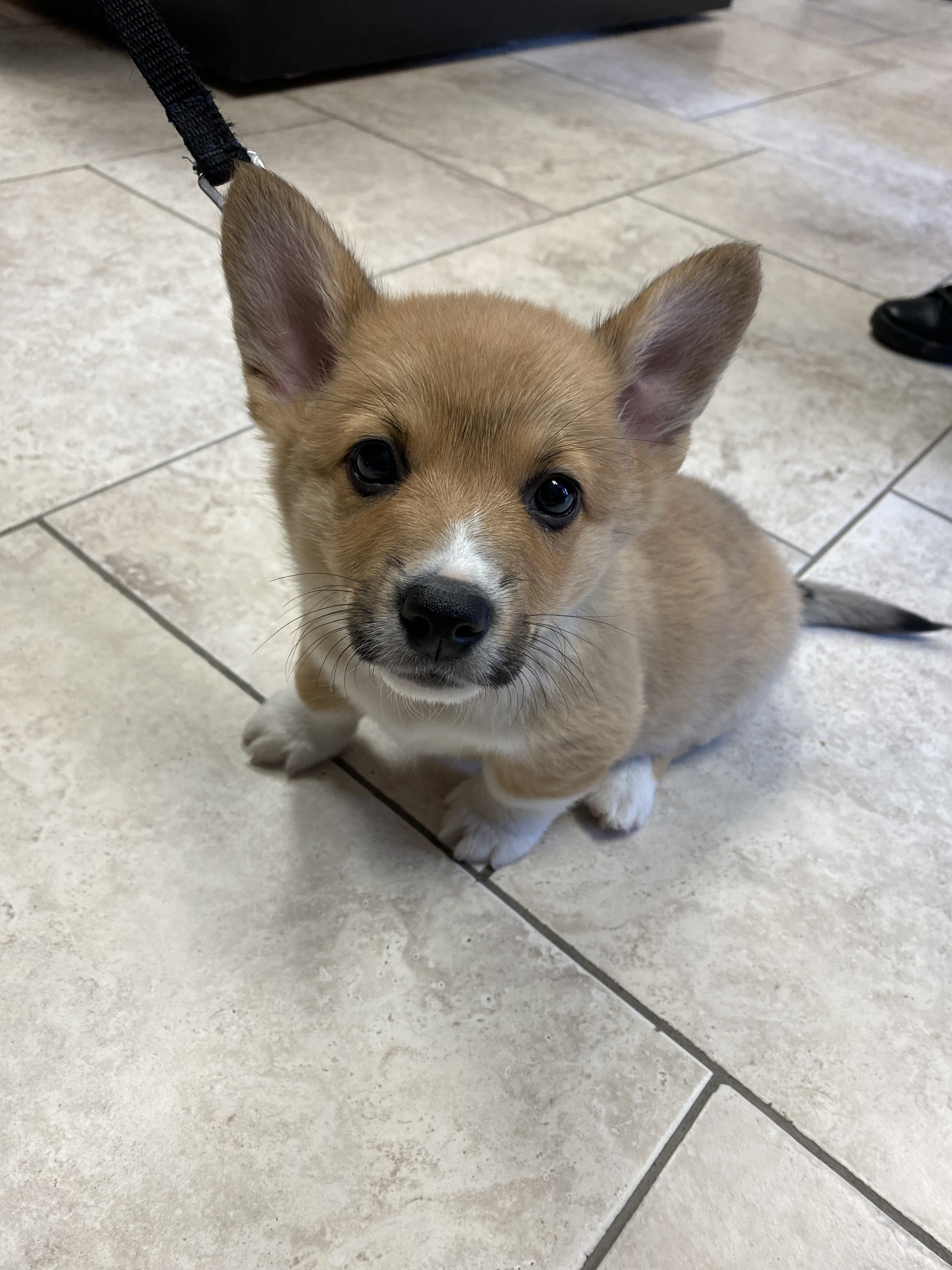
Welsh Corgi Pembroke chiot.

Le Welsh Corgi Pembroke est une race de chiens originaire du pays de Galles.

## Origine

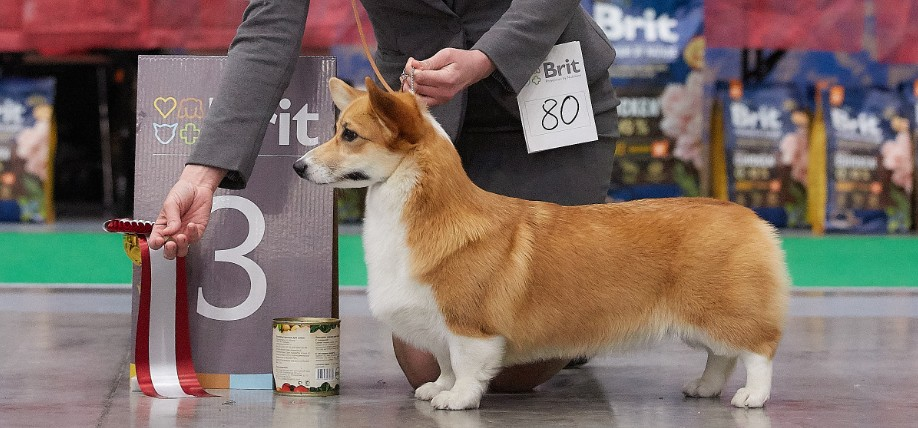
Welsh Corgi Pembroke.

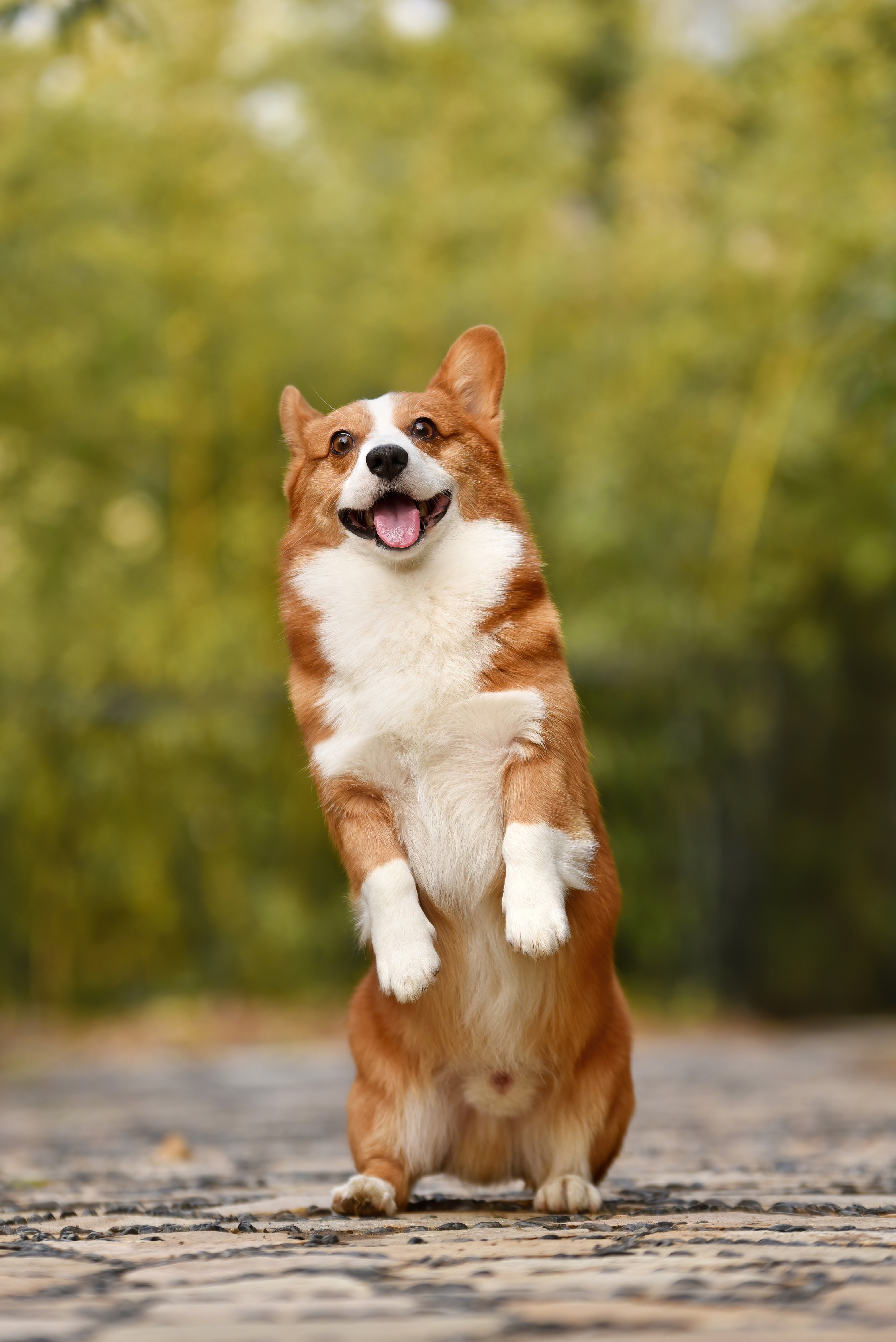
Un Welsh Corgi Pembroke tirant la langue dressé sur ses pattes arrière.

Le mot « corgi » est issu du gallois « Cur ci », ou « Cor ci », signifiant « chien nain ».
En 1934, le Kennel Club anglais reconnaît les Welsh Corgis Cardigan et Pembroke comme deux races bien distinctes.
Races anciennes, bien que d'origines différentes, les corgis étaient traditionnellement utilisés pour conduire et garder les troupeaux de vaches, de poneys et d'oies, mais participaient aussi à la vie rurale des paysans gallois car ils gardaient les fermes et en chassaient si besoin les nuisibles. 
Les corgis étaient communément appelés « heelers » (« talonneurs »), à cause de leur façon de conduire le bétail : en le pinçant aux jarrets.
Certains conservent d'ailleurs naturellement cet atavisme.
Les origines du Welsh Corgi Pembroke remonteraient au Xe siècle. Il possède des origines Spitz, mais on ne sait pas exactement si cette race descend des Vallhund suédois ou des ancêtres des actuels Schipperkes et Spitz nains. Il serait issu des chiens de tisserands flamands qui auraient fait souche au pays de Galles.

## Célébrité
Ils étaient les chiens préférés de la reine Élisabeth II qui en a possédé une trentaine depuis qu'un corgi nommé Susan lui a été offert en 1944 pour son 18e anniversaire. Ses deux derniers chiens, Muick et Sandy, qui lui ont été offerts par son fils Andrew, sont recueillis par ce dernier après sa mort en septembre 2022.
Lors de son séjour à l'Élysée, le général de Gaulle eut successivement deux Welsh Corgi Pembroke nommés Rase-Motte et Rase-Motte 2.

## Films et séries
Le Welsh Corgi Pembroke est aussi représenté au travers de films et séries d'animation.
- 1998 - 1999 : Cowboy Bebop : Ein
- 2009 - 2015 : Jewelpet : Néphrite
- 2013 - 2021 : Brooklyn Nine-Nine : Cheddar
- 2016 : Dirk Gently, Détective holistique Saison 1 : Rapunzel[réf. nécessaire]
- 2019 :  Royal Corgi : Rex
- 2020 - en production : La Chronique des Bridgerton : Newton